# 안나푸르나 (영화)
《안나푸르나》는 2023년에 개봉한 대한민국의 영화이다.

## 캐스팅
- 김강현 : 강현 역
- 차선우 : 선우 역
- 한수연 : 안나 역
- 서은채 : 은채 역
- 신연서 : 푸름 역
- 하은정 : 은정 역
- 박봉헌 : 오지랖남자 역 (우정출연)
- 김미소 : 다음여자 역 (우정출연)
- 하지우 : 비누방울소녀 역 (우정출연)
- 이현정 : 지우엄마 역 (우정출연)
- 연두 : 강아지 역 (우정출연)
- 김소라 : 등산객여 역 (특별출연)
- 허규 : 등산객남 역 (특별출연)

## 참고 사항
- 김강현과 차선우는 영화 바람개비에서 같이 출연한 적이 있다.